# ブレンスバッハ
ブレンスバッハ (ドイツ語: Brensbach) はドイツ連邦共和国ヘッセン州オーデンヴァルト郡に属す町村（以下、本項では便宜上「町」と記述する）。

## 地理
ブレンスバッハはオーデンヴァルト北部、ゲルシュプレンツ川沿いに位置する。

### 隣接する市町村
ブレンスバッハは、北から時計回りに以下の市町村と境を接する。グロース＝ビーベラウ、ラインハイム（ほんのわずかだが境を接している）、オッツベルク（以上、ダルムシュタット＝ディーブルク郡）、ヘーヒスト・イム・オーデンヴァルト、バート・ケーニヒ、ブロムバッハタール、ライヒェルスハイム、フレンキシュ＝クルムバッハ（以上、オーデンヴァルト郡）。

### 自治体の構成
この町は、アフヘラーバッハ地区、ブレンスバッハ地区、ヘラーバッハ地区、ニーダー＝カインスバッハ地区、ヴァルバッハ地区、ヴェルサウ地区からなる。

## 行政

### 議会
ブレンスバッハの議会は25議席からなる。

### 紋章
この町の紋章は、白地に、3つの部分からなる。下部は青く波立つ流れ、その上に赤い炎、さらにその上に6つの突起を持つ赤い星が5つ描かれている。この紋章の意味は、ブレンスバッハの名前を反映している。星の輝きの中に、名前の由来である伝説の「燃える」 (brennen) 「川」 (Bach) である。おそらくは夕映えに輝いてそう見えたのであろう。

### 姉妹都市
- Ezy-sur-Eure（フランス、ウール県）1978年

## 文化と見所
シュネラート城趾が、ブレンスバッハ、ブロムバッハタール、フレンキシュ＝クルムバッハの3つの町の境界付近にある。

## 引用
1. ↑  Hessisches Statistisches Landesamt: Bevölkerung in Hessen am 31.12.2023 (Landkreise, kreisfreie Städte und Gemeinden, Einwohnerzahlen auf Grundlage des Zensus 2011)]